# Distillazione frazionata
La distillazione frazionata (topping) è un processo di separazione utilizzata al fine di produrre differenti prodotti del petrolio, tra cui anche combustibili.
Come nel caso della distillazione binaria, i componenti della miscela di partenza sono separati in base alla loro differente volatilità (o temperatura di ebollizione): infatti nella parte più alta della colonna di distillazione (detta "testa") si ha una maggiore concentrazione delle sostanze più volatili, mentre nella parte più bassa (detta "coda") si ha una maggiore concentrazione delle sostanze meno volatili.
La colonna di distillazione utilizzata per tale tipo di distillazione è detta "colonna di frazionamento".
La distillazione frazionata si basa su una lunga serie di cicli di vaporizzazione-condensazione, che avvengono nell'apparecchiatura. Il profilo di temperatura nella colonna è caratterizzato da valori di temperatura più elevati vicino al ribollitore (dove bolle la miscela) e più bassi vicino al condensatore.

## Applicazioni

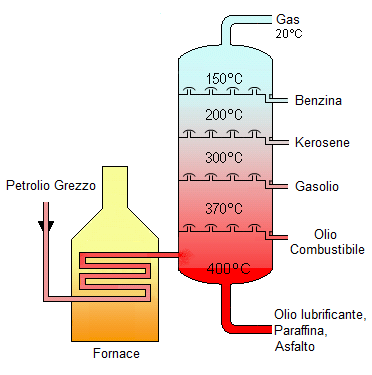
Schema semplificato del processo di distillazione frazionata del greggio.

Nell'ambito della raffinazione del petrolio, la distillazione frazionata è utilizzata per ottenere a partire dal petrolio diverse miscele combustibili (tra cui benzina e gasolio), ciascuna avente una diversa temperatura di ebollizione. 
Si usa inoltre in laboratorio per separare sostanze liquide attraverso un processo di evaporazione e condensazione.

### Utilizzo in ambito alimentare
In campo alimentare si può considerare come un'evoluzione della distillazione semplice. Quest'ultima, prevedendo che la condensazione del vapore avvenga in prossimità della caldaia, non permette la separazione dei componenti volatili aventi temperature di ebollizione che differiscono di meno di 60-70 °C. Ciò la rende utile per separare i liquidi con punti di ebollizione al di sotto di 150 °C da impurezze non volatili, oppure da un altro liquido che abbia un punto di ebollizione che differisce almeno di 25 °C dal primo. 
Invece nel caso della distillazione frazionata l'intervento di una colonna di rettifica, che presenta un'elevata superficie di scambio termico, permette di condensare e rievaporare ciclicamente porzioni di vapore aventi concentrazione sempre maggiore del suo componente maggiormente volatile. All'apice della colonna di frazionamento o rettifica, viene posto un termometro che misura la temperatura dei vapori allo stato puro. È quindi necessario regolare la caldaia di ebollizione secondo le temperature caratteristiche di ebollizione dei diversi composti volatili. Condensando e rivaporizzando una certa frazione di vapore, si ottiene il componente allo stato puro come se si effettuasse in serie un numero elevato di distillazioni semplici. Viene utilizzata per separare miscele di due o più componenti liquidi con temperature di ebollizione che differiscono tra di loro meno di 25 °C. 
Con questa metodica di distillazione risulta possibile l'eliminazione di frazioni indesiderate, le cosiddette "teste" e "code" che possono essere destinate ad usi diversi da quello strettamente alimentare.